# بوكيمون بينبول
بوكيمون بينبول (بالإنجليزية: Pokémon Pinball)‏، هي لعبة فيديو من تطوير ستوديو جوبيتر اليابانية، ونوعها لعبة كرة ودبابيس، صدرت في الأسواق سنة 1999، وتعمل لمنصة جيم بوي كولر حصريًا لشركة نينتندو.